# Афремов Леонід Аркадійович
Леоні́д Арка́дійович Афре́мов (12 липня 1955, Вітебськ, БРСР) — художник-імпресіоніст єврейського походження.

## Життєпис
Леонід Афремов народився у Вітебську в єврейській родині. Батько хлопця був дизайнером взуття, а матір — конструктором. Родина була доволі заможною та дружньою, Леонід змалку зростав у атмосфері любові до творчості, відвідував різноманітні мистецькі гуртки та приватні заняття. 1973 року Афремов вступив на факультет образотворчого мистецтва Вітебського державного педагогічного інституту. Ще під час навчання почав брати участь у різноманітних художніх виставках.
Протягом 2002—2010 років мешкав у США, в місті Бока-Ратон, що у Флориді, після чого переїхав до мексиканського міста Плая-дель-Кармен.